# زلتووو
زلتووو (به صربی: Zeletovo) یک منطقهٔ مسکونی در صربستان است که در بوینیک واقع شده‌است. زلتووو ۱۱۰ نفر جمعیت دارد.